# Eutelia rufatrix
Eutelia rufatrix är en fjärilsart som beskrevs av Walker 1858. Eutelia rufatrix ingår i släktet Eutelia och familjen nattflyn. Inga underarter finns listade i Catalogue of Life.